# 402.
◄ | 4. stoljeće | 5. stoljeće | 6. stoljeće | ►
◄ | 370-ih | 380-ih | 390-ih | 400-ih | 410-ih | 420-ih | 430-ih | ►
◄◄ | ◄ | 399. | 400. | 401. | 402. | 403. | 404. | 405. | ► | ►►
Astronomija • Književnost • Kršćanstvo • Pravo • Promet

## Događaji
- Stilihon predlaže Zapadnim Gotima da se nasele u krajevima uz Savu
- Honorije s cijelim dvorom napušta Mediolanum (Milano). Ravenna postaje glavni grad Zapadnog Rimskog carstva.

## Vanjske poveznice
|  | Zajednički poslužitelj ima još gradiva o temi 402. |